# Дубовка (приток Уфы)
Дубовка — река в России на Среднем Урале, протекает по Нижнесергинскому району Свердловской области и Нязепетровскому району Челябинской области. В некоторых источниках фигурирует под ошибочным названием Рузевская.
Исток находится в Нижнесергинском районе Свердловской области в 10 км западнее с. Арасланово в дубовой роще. Течёт в восточном направлении, длина реки — около 7 км. Впадает в реку Уфу слева, в 1 км южнее села Шемаха. В нижнем течении река перегорожена бобровыми плотинами.
В верхнем течении реки и у её истоков на берегу расположена особо охраняемая природная территория Челябинской области — ботанический памятник природы «Шемахинская дубовая роща». Это место естественного произрастания дуба черешчатого на северо-восточной границе ареала в виде дубравы (встречаемые названия дубовой рощи площадью около 18 га, которая входит в границы ООПТ (часть дубравы на территории Челябинской области) между двумя истоками реки Дубовка и на склонах её поймы: Нижнесергинская дубрава, Тюльгашская дубрава, Шемахинская дубрава, Дубовка). Является реликтовой дубравой, перенесшей ледниковый период.
В честь этой реки названо стратиграфическое подразделение — Дубовская свита.